# Grigore Vasiliu Birlic
Grigore Vasiliu Birlic (n. 24 ianuarie 1905, Fălticeni, Suceava, România – d. 14 februarie 1970, București, România) a fost unul dintre cei mai mari actori români de comedie. A jucat în multe piese de teatru, precum și în filme. Numele de naștere era Grigore Vasiliu, Birlic fiind doar o poreclă pe care a primit-o datorită succesului din piesa Birlic, jucată la începutul carierei sale.

## Date biografice
Grigore Vasiliu s-a născut pe 24 ianuarie 1905, în familia unui mic negustor de pe strada Pârâul Târgului din Fălticeni. În copilărie a vrut să se facă clovn la circ, dar a fost tempestiv potolit de către tatăl său. A absolvit în anul 1924 cursurile Liceului „Nicu Gane” din Fălticeni, făcând parte din prima promoție a liceului.
Scriitorul Eugen Dimitriu, fondatorul Galeriei Oamenilor de Seamă din Fălticeni, povestește în cartea Orașul Muzelor că: „Despre Grigore Vasiliu Birlic se putea bănui ce va ajunge în viață: actor de mare talent. O simplă grimasă în liniștea deplină a orei, și toată clasa izbucnea în hohote de râs, dând peste cap lecția... Observațiile pe care le primea erau făcute cu înțelegere. Profesorii aveau intuiție, îl și vedeau pe marile scene, în roluri ce puteau face epocă. Uneori, Birlic ajungea pe mâna directorului George Stino, care-l făcea „săcătură”. Voia să-i dea câteva vergi, dar făptașul se băga sub masă.”
La dorința familiei sale care considera actoria ca fiind o meserie neserioasă, Grigore Vasiliu se înscrie la Facultatea de Drept din Cernăuți. În paralel, până a-și lua licența în drept, a făcut figurație la Teatrul Național din Cernăuți pentru a-și câștiga traiul. Remarcat de directorul Dragoș Protopopescu, este distribuit pentru prima dată de către regizorul Aurel Maican în rolul unui tâmpit din comedia Musca spaniolă, scrisă de vienezii Arnold și Bach, și adaptată de dramaturgul Tudor Mușatescu și de regizorul Sică Alexandrescu. Fiind peltic, a fost „mai gâgă decât ar fi cerut textul” și astfel a repurtat încă de la început un succes răsunător.
În urma succesului obținut la public, este angajat ca actor la Teatrul Național din Cernăuți. La Cernăuți, Grigore Vasiliu cucerește simpatia publicului, fiind remarcat mai ales datorită rolului Dandanache din piesa O scrisoare pierdută a lui Ion Luca Caragiale. Dramaturgul și omul de teatru Victor Ion Popa îl distribuie în piesa „Amanetul” de Holberg.
Pentru admiterea la Conservatorul de Artă Dramatică din Cernăuți a trecut prin nu mai puțin de șapte tentative nereușite.
Motivul pentru care a fost admis cu greu la Conservator era un defect de vorbire, explicat de Birlic mai târziu: „eram peltic și scuipam când vorbeam”. Defectul s-a transformat însă într-unul dintre atuurile actorului. La Conservator s-a numărat printre elevii lui Petre Sturdza și mai târziu a avut-o ca profesoară pe Gina Sandri. A legat o strânsă prietenie și cu Jules Cazaban, coleg de Conservator. Mai târziu s-a mutat la Conservatorul din București.
A avut un frate mai mare, Vasile Vasiliu (1902-1988), sculptor, cu care semăna fizionomic așa de mult, încât mulți credeau că sunt frați gemeni. Era poreclit „Falti“, de la orașul de baștină, Fălticeni.

## „Birlic”

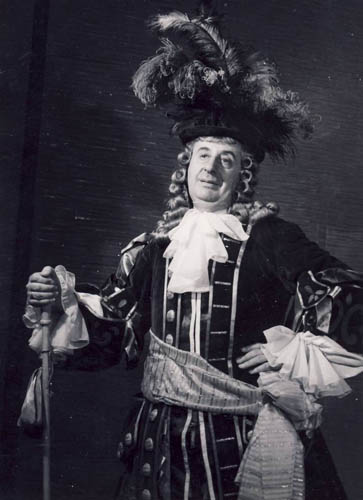
Birlic pe scenă.

În anul 1933, Grigore Vasiliu, student pe atunci la Conservatorul de Artă Dramatică din Cernăuți, a fost adus la București, de către regizorul Aurel Maican. Timp de un deceniu a jucat pe scenele diverselor companii particulare în piesele regizate de către Sică Alexandrescu și Ion Iancovescu, fiind vedetă în special la Teatrul Vesel. Acest teatru își ținea spectacolele într-o sală mică dintr-un pasaj al Bulevardului Elisabeta din București; teatrul fusese înființat de regizorul Sică Alexandrescu împreună cu dramaturgul Tudor Mușatescu și avea să-și continue activitatea până în anul 1940.
Printre piesele cele mai importante în care a jucat se numără: Vârcolacul, Micul Weber de Arnold si Bach, Otto Elefantul de Arnold și Bach, Arde nevastă-mea de A. Vercourt și Jean Bever, Prostul din baie de Ernest Fiese și Karl Fellman, Corabia lui Noe, Așternutul de mătase de A. Birabeau și G. Dolley, Părintele cățeilor de Glinger și Taussig, Împăratul de Luigi Bonelli etc.
Din această perioadă își trage și porecla, transformată mai târziu în supranume, Birlic, care era titlul unei piese scrise de vienezii Arnold și Bach, adaptată special pentru el de dramaturgul Tudor Mușatescu și de regizorul Sică Alexandrescu. Acțiunea din piesă era localizată în nordul Moldovei, eroul principal (un funcționar) purtând numele de Costache Perjoiu, zis Birlic, din Fălticeni.
Cu rolul titular din farsa Birlic, tânărul Grigore Vasiliu a cunoscut un succes uriaș, astfel încât a ajuns să se identifice cu personajul și să-i adopte numele. Mai întâi o poreclă ce stârnea râsul, Birlic (cuvânt de origine turcă însemnând asul de la cărțile de joc) a devenit o marcă pe care actorul a adăugat-o numelui său, transformând-o în renume.
Sică Alexandrescu și Tudor Mușatescu au creat pentru Birlic aproape exclusiv spectacole comice, cel mai adesea cu piese ușoare, din repertoriul bulevardier. Sică Alexandrescu montează piesă după piesă cu Birlic în rolul principal, toate având un mare succes la public. Birlic a impresionat publicul și criticii teatrali prin creațiile sale actoricești complexe, având capacitatea de a trece foarte ușor de la un rol din registrul tragic la un rol din registrul comic și invers.
În anul 1934 a debutat în cinematografie alături de Stroe și Vasilache în filmul Bing-Bang (care s-a păstrat și azi), apoi în Doamna de la etajul II (1937) (în regia lui Dezideriu Major), alături de Maud Mary, Mihai Popescu și Mișu Fotino (film pierdut, dar există câteva fotografii care ni-l prezintă). Dramaturgul George Ciprian îi oferă rolul lui Chirică din piesa sa Omul cu mârțoaga.
A fost căsătorit de două ori, mai întâi cu Angela Mateescu, apoi cu Valeria Nanci, dar nu a avut copii.

## Geniu al comediei românești
Datorită talentului artistic Grigore Vasiliu Birlic a fost impus ca director și patron al mai multor companii teatrale (printre care și trupa „Colorado”). Însă legea comunistă a teatrelor din anul 1947 a făcut ca Birlic să reziste în această postură doar un an, fiind până la urmă înlocuit din funcție.
Instalarea la putere în România a regimului comunist l-a prins în plină glorie. Se întoarce ca actor la Teatrul Național din București, după naționalizarea teatrelor particulare. Sică Alexandrescu montează în anul 1953 piesa O scrisoare pierdută, Birlic interpretându-l inițial pe Dandanache, apoi pe Brânzovenescu.
Prin Decretul nr. 43 din 23 ianuarie 1953 al Prezidiului Marii Adunări Naționale a Republicii Populare Romîne, actorului Grigore Vasiliu Birlic i s-a acordat titlul de Artist Emerit al Republicii Populare Romîne „pentru merite deosebite, pentru realizări valoroase în artă și pentru activitate merituoasă”. Ulterior (în perioada 1955-1957) a primit și titlul de Artist al Poporului.
Radu Beligan îl consideră un „geniu al comediei, al umorului românesc”, așezându-l alături de Constantin Tănase. Criticii au spus că umorul și fizionomia sa l-ar fi putut propulsa într-o carieră internațională de excepție, dacă nu ar fi fost prizonierul unei cinematografii marginale.
În cadrul Festivalului Goldoni din anul 1956, Sică Alexandrescu pleacă la Veneția cu Birlic, Alexandru Giugaru și George Calboreanu pentru a prezenta piesa Bădăranii în traducerea lui Iancovescu. Apariția lui Birlic în Italia, în piesa Bădăranii, a oprit din fugă spectatorii care doreau să se adăpostească de ploaia torențială care izbucnise în actul III al piesei care se juca în aer liber, în grădina de la Palazzo Grassi. Publicul a rămas pe loc, țintuit sub ploaie, hohotind și aplaudând în delir fiecare replică a lui jupân Canciano – Birlic, deși nu cunoștea limba în care se juca piesa.

## Roluri care l-au făcut celebru

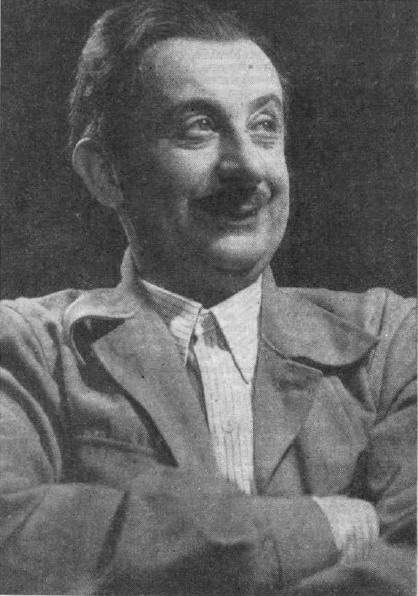
În rolul Spiridon Biserică din comedia Mielul turbat de Aurel Baranga la Teatrul Național „I.L. Caragiale” din București (1954)

A fost strălucit în piesele de teatru D-ale carnavalului, Conu Leonida față cu reacțiunea și O scrisoare pierdută de Caragiale, Avarul și Burghezul gentilom de Molière, Bădăranii de Carlo Goldoni, Egor Bulicov de Maxim Gorki, Revizorul de Nikolai Gogol, Oameni care tac de Alexandru Voitin, Nunta lui Krecinski de Suhovo-Kobalin, Mielul turbat de Aurel Baranga. Jocul său era caracterizat de un puternic timbru personal și de o intonație inimitabilă. A jucat în peste 25 de filme, într-o perioadă în care numărul realizărilor cinematografice era redus.
Printre rolurile care l-au făcut celebru se numără:
- Crăcănel în D-ale carnavalului de I. L. Caragiale
- Lefter Popescu în Două lozuri de I. L. Caragiale
- Costăchel Gudurău în Telegrame de I.L. Caragiale
- Spirache Necșulescu în Titanic-Vals de Tudor Mușatescu
- Jupânul Canciano în Bădăranii de Carlo Goldoni

A interpretat un număr de 13 personaje din opera marelui dramaturg Ion Luca Caragiale. Amintim rolurile: Crăcănel și Candidatul în D-ale carnavalului, Spiridon și Rică Venturiano în O noapte furtunoasă, Brânzovenescu și Dandanache în O scrisoare pierdută, Coana Efimița în Conu Leonida față cu reacțiunea, Lefter Popescu în Două loturi, Costăchel Gudurău în Telegrame. Despre Caragiale, Birlic avea să spună:
„Ca unul dintre actorii care am interpretat cele mai multe personaje – 13 – din opera marelui nostru dramaturg, îl evoc cu afectuoasă recunoștință și pentru succesele actoricești pe care mi le-a prilejuit. Au constituit pentru mine, în cei peste 35 de ani de teatru, o adevărata școală a măiestriei actoricești, personaje ale maeștrilor dramaturgiei noastre. Șapte roluri în cele patru comedii.”
Birlic era conștient de faptul că arta căreia i se închină este perisabilă:
„Spre deosebire de arta scriitorului, a pictorului și a muzicantului, arta actorului este, din păcate, perisabilă! Din creația lui nu rămâne nimic. Cinematograful biruie astfel o fatalitate dând actorului un pic de acces la nemurire. (...) Eu, Birlic cel din sală, îl urmăresc pe Birlic de pe ecran, dându-mi seama că el va supraviețui, că această imagine a artei mele va continua să trăiască în ochii unui spectator care nu s-a născut încă.”
Simțind că se apropie momentul plecării sale de pe scena vieții, Birlic a cerut impresarului Gaby Michăilescu să reia pentru public piesa de succes care l-a consacrat: „Birlic”, la care a fost și regizor. Alături de el, au jucat actori de mare renume cum ar fi: Silvia Dumitrescu-Timică, Alexandru Giugaru, Petre Ștefănescu-Goangă, Nicolae Gărdescu, Vasilica Tastaman, Antonescu-Cărăbuș. A fost ultimul mare triumf al lui Birlic.
Artist al poporului, Grigore Vasiliu Birlic s-a stins din viață la data de 14 februarie 1970, la București, fiind înmormântat în Cimitirul Bellu.
În anul 2005 a fost emisă o monedă cu chipul actorului.

## Distincții
- Medalia „A cincea aniversare a Republicii Populare Române” (24 decembrie 1952) „pentru lupta și munca duse în vederea făuririi, consolidării și prosperării Republicii Populare Române”[12]
- titlul de Artist Emerit al Republicii Populare Române (23 ianuarie 1953) „pentru merite deosebite, pentru realizări valoroase în artă și pentru activitate merituoasă”[13]
- titlul de Artist al poporului din Republica Populară Romînă (15 mai 1957) „pentru merite deosebite în activitatea artistică, pedagogică, precum și în munca din alte domenii ale culturii”[14]
- Medalia „40 de ani de la înființarea Partidului Comunist din Romînia” (6 mai 1961) „pentru merite în activitatea de partid și întărirea regimului democrat-popular”[15]
- Ordinul „Steaua Republicii Populare Romîne” clasa a II-a (16 mai 1963) „pentru merite deosebite și activitate îndelungată în domeniul artei teatrale”[16]
- Ordinul „Meritul Cultural” clasa I (6 noiembrie 1967) „pentru activitate îndelungată în teatru și merite deosebite în domeniul artei dramatice”[17]

## Teatru radiofonic
- Apollon de Bellac – de Jean Giraudoux;
- Baronul Münchhausen;
- Bădăranii – de Carlo Goldoni;
- Călătoria domnului Perrichon – de Eugene Labiche;
- Cei 3+1 mușchetari după 20 de ani – de Mircea Sântimbreanu;
- Colegi de promoție - de Eugene Labiche;
- D’ale carnavalului – de I.L. Caragiale;
- Doctor în filosofie - de Branislav Nușici (1956)
- Escu – de Tudor Mușatescu;
- Nastratin Hogea;
- Plicul – de Liviu Rebreanu;
- Recomandația – de Max Maurey;
- Revizorul – de N.V. Gogol;
- Scafandrierii – de Tudor Mușatescu.

## Filmografie
- Bing-Bang (1934)
- Doamna de la etajul II (1937)
- Viața învinge (1951)
- Vizita (sm, 1952)

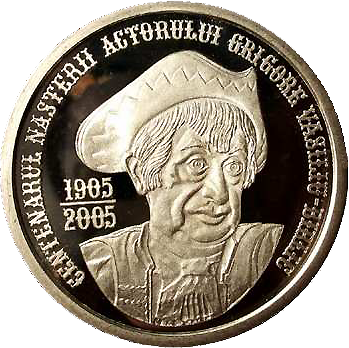
Birlic pe o monedă omagială emisă în 2005

- O scrisoare pierdută (1954) - Brânzovenescu
- Directorul nostru (1955) - Gh. Ciubuc
- Două lozuri (1957) - Lefter Popescu
- D-ale carnavalului (1959) - Crăcănel
- Doi vecini (1959) - avocatul Theodorescu-Fălciu
- Telegrame (1960) - Costăchel Gudurău
- Băieții noștri (1960)
- Bădăranii (1960) - jupân Canciano
- Aproape de soare (1961)
- Drum nou (1961)
- Post restant (1962)
- Lumină de iulie (1963)
- Pași spre lună (1964)
- Titanic-Vals (1965) - Spirache Necșulescu
- Mofturi 1900 (1965)
- Doi băieți ca pîinea caldă (1965)
- Les fêtes galantes (Serbările galante) (1965)
- Steaua fără nume (1966)
- Corigența domnului profesor (1968)

## Aprecieri critice
„Avea un fizic împotriva tuturor canoanelor profesionale. Era un om mărunțel, insignifiant, cu o figură caricaturală. Iar în mijlocul acestei fețe ilare se aflau doi ochi de o infinită tristețe, doi ochi de câine bătut. Acest contrast crea un soi de tensiune care era însăși esența artei lui. El juca precum un echilibrist care merge pe-o sârmă, atent să țină această cumpănă fragilă între tragic și comic. (...) Lawrence Olivier spunea că actorul sculptează în zăpadă... Așa s-a întâmplat și cu Birlic: și-a sculptat în zăpadă marile roluri. El a fost în primul rând actor de teatru.”—Radu Beligan
„Un geniu al comediei. Foarte ciudat, el trăia comedia ca pe-o dramă, situația era comică, nu se strâmba să fie comic... Comicul parcă ieșea din ochii lui triști.”—Victor Rebengiuc